# Campo de Ciudad Lineal
Campo de Ciudad Lineal fu lo stadio di Madrid in cui la squadra del Real Madrid disputò le proprie partite casalinghe dal 1923 al 1924. Il club lo sostituì successivamente con lo Stadio Chamartín. La capacità dello stadio era di 8000 spettatori. Il terreno di gioco era posto all'interno dell'omonimo velodromo.
Fu il primo campo di calcio in erba naturale di tutta la Spagna.